# Lettische Männer-Handballnationalmannschaft
Die lettische Männer-Handballnationalmannschaft vertritt den Handballverband der Republik Lettland bei internationalen Spielen und Turnieren im Männerhandball.
Seit der ersten Teilnahme an einer Qualifikation 1993 konnte sich die Auswahl bisher für nur ein großes Turnier qualifizieren. Ihr bestes Ergebnis war zunächst das Erreichen der Play-offs zur Weltmeisterschaft 2005 gegen Spanien und zur Europameisterschaft 2008 gegen Tschechien. Lettland nahm 2020 erstmals an einer Europameisterschaft teil, wo das Team den 24. und letzten Platz belegte.
Im Jahr 2001 gewann das lettische Team die EHF Challenge Trophy mit einem 31:22-Finalsieg über den Nachbarn Estland.

## Europameisterschaften
- Europameisterschaft 2020: 24. Platz (von 24 Mannschaften)

Kader: Edgars Kukša (3 Spiele/0 Tore), Raitis Puriņš (3/0), Austris Tuminskis (3/0), Jānis Pavlovičs (3/0), Evars Klešniks (3/0), Oskars Arājs (3/1), Ģirts Lilienfelds (3/1), Rihards Leja (3/1), Egils Politers (3/2), Andis Ērmanis (3/3), Uvis Stazdiņš (3/4), Māris Veršakovs (3/7), Ingars Dude (3/9), Aivis Jurdžs (3/11), Nils Kreicbergs (3/13), Dainis Krištopāns (3/21). Trainer: Armands Uščins.

## Bekannte ehemalige Nationalspieler
- Dimitrijs Braznikovs
- Mārtiņs Lībergs
- Uldis Lībergs
- Alexander Petersson (später Island)
- Edgar Schwank (später Deutschland)
- Raimonds Šteins
- Armands Uščins
- Margots Valkovskis